# Hannibal ante portas

Hannibal ante portas јесте латинска изрека која је имала значење које имају и речи употребљене у њој, то јест „Ханибал је пред вратима”. Но, како је име чувеног картагинског војсковође представљало синоним за највећу опасност која је претила тадашњем Риму, изрека је убрзо попримила значење предстојеће велике опасности.
Ханибал се доста истакао великим победама над Римљанима током Другог пунског рата (218. п. н. е — 201. п. н. е.). После мучног преласка преко Алпа 218. године п. н. е., напао је са својом војском Римљане у самој Италији и нанео им је тешке губитке. Најчувенија је његова битка код Кане, када је готово у потпуности уништио римску војску од 80.000 војника. У Риму је завладала паника која је дошла до изражаја у каснијој латинској изреци Hannibal ante portas, тј. „Ханибал пред вратима”.
Изворна формулација Hannibal ante portas може се наћи у првом говору римског државника Марка Тулија Цицерона против Марка Антонија и у филозофској расправи О крајностима добра и зла. Овим изразом се користио и познати римски историчар Тит Ливије.